# Takeucsi Taku
Takeucsi Taku (Iijama, Nagano prefektúra, 1987. május 20. –) olimpiai bronzérmes japán síugró.

## Élete
2014-ben Szocsiban, a téli olimpia síugrás nagysánc csapatversenyében – Simizu Reruhival, Itó Daikivel és Kaszai Noriakival alkotva  négyest, a német és az osztrák csapat mögött – a harmadik helyen végzett.
2015 februárjában, a svédországi Falunban zajló északisí-világbajnokságon a síugrók normálsánc-versenyének döntőjében az 5. helyen végzett, míg a vegyes csapatversenyében bronzérmet szerzett.